# Love Like Winter
Love Like Winter är det sjätte spåret på A Fire Insides album Decemberunderground, utgivet i juni 2006. Det släpptes även som andrasingel från albumet i september samma år och nådde som bäst 68:e plats på Billboard Hot 100.